# Tachikawa Ki-74
Il Tachikawa Ki-74 (立川 キ74?), al quale venne assegnato dagli alleati il nome in codice Patsy, precedentemente Pat, fu un aereo da ricognizione/bombardiere a lungo raggio bimotore, monoplano ad ala media, sviluppato dall'azienda aeronautica giapponese Tachikawa Hikōki KK dai tardi anni trenta fino a tutta la prima parte anni quaranta.
Destinato ad equipaggiare i reparti della Dai-Nippon Teikoku Rikugun Kōkū Hombu, la componente aerea dell'Esercito imperiale giapponese, durante la seconda guerra mondiale, il suo sviluppo fu lento e pur avendo raggiunto la fase di preproduzione non riuscì a entrare in servizio.

## Storia del progetto
Nel 1939 il Kōkū Hombu, l'allora ministero dell'aviazione del Giappone, emise una specifica per la fornitura di un nuovo modello adatto a missioni a lungo raggio, in grado sia di effettuare ricognizioni aeree che di trasportare un carico bellico in bombe da caduta pari a quella dei bombardieri medi in servizio in Giappone nel periodo. In particolare il velivolo doveva essere in grado di raggiungere, partendo dalle basi aeree dell'Esercito imperiale situate nel Manciukuò, Il lago Bajkal, nel cuore centro meridionale della parte asiatica dell'allora Unione Sovietica.
A questo scopo venne contattata la Tachikawa, affidando la progettazione e lo sviluppo di un aereo adatto allo scopo al gruppo di lavoro diretto dal capo progettista Ryokichi Endo, il quale elaborò il disegno relativo ad un velivolo bimotore monoplano ad ala media, dotato di carrello d'atterraggio retrattile dall'aerodinamica particolarmente accurata e indicato dall'azienda come A-26. Il suo sviluppo venne comunque accantonato in quanto i vertici militari dell'esercito imperiale non ritennero così impellente dotarsi di un simile velivolo mentre il carico di lavoro dell'azienda, impegnata nella produzione del ricognitore Tachikawa Ki-36, del suo sviluppo ki-55, e dell'addestratore di equipaggi Ki-54, non permetteva di dedicargli un programma prioritario. I mutati equilibri bellici nel corso della Guerra del Pacifico e del teatro bellico del sud-est asiatico riproposero l'attualità di un simile velivolo ed il suo sviluppo, affidato dall'estate 1944 a Jiro Tanaka, venne accelerato richiedendo la fornitura di tre prototipi a scopo di valutazione.
Il primo prototipo, equipaggiato con una coppia di motori Mitsubishi Ha-211-I, dei radiali raffreddati ad aria in grado di esprimere una potenza pari a 2 200 hp (1 641 kW) ciascuno ed indicati anche Ha-43-I, seguito da altri due che ne utilizzarono una versione dotata di turbocompressori, gli Ha-211-I Ru (o Ha-43-II). Dalle prove in volo emersero tuttavia problemi legati alla motorizzazione per cui per la produzione seguente venne deciso di sostituire i propulsori originali con i meno potenti ma più affidabili Mitsubishi Ha-104 Ru (o secondo diversa convenzione "(motore) radiale raffreddato ad aria Tipo 4 da 1 900 hp"). La produzione finale si attestò su un totale di 16 unità, i tre prototipi più altri 13 esemplari di preserie, tuttavia per l'oramai deteriorata situazione bellica dell'Impero giapponese vennero progressivamente a mancare i presupposti per l'utilizzo di un simile velivolo e, anche a causa della necessità di incrementare la produzione di modelli destinati alla difesa aerea del territorio, vennero fatte slittare le ultime fasi di sviluppo che ne decretarono la raggiunta affidabilità per la produzione in serie solo poco tempo prima della resa del Giappone.
Benché il Ki-74 non sia mai stato utilizzato in ambito operativo, l'intelligence alleata, venuta a conoscenza del progetto, lo identificò inizialmente come aereo da caccia ad alta velocità assegnandogli il nome in codice Pat, ovvero maschile secondo il sistema adottato, mutandolo nel femminile Patsy una volta accertato il suo ruolo di bombardiere.

## Utilizzatori
Giappone
- Dai-Nippon Teikoku Rikugun Kōkū Hombu

### Pubblicazioni
- Tullio Marcon, Le denominazioni dei velivoli giapponesi, in Storia Militare, VIII, n. 81, Parma, Albertelli Edizioni Speciali srl, giugno 2000.